# 高垣欣也
高垣 欣也（たかがき ぎんや、1925年（大正14年）10月2日 - ）は、日本の実業家。TBS元副社長。神奈川県出身。

## 経歴・人物
1946年（昭和21年）に早稲田大学理工学部を卒業後、三力電気工業を経て、TBSの前身であるラジオ東京に入社。
テレビ編集局次長、技術局長を経て、取締役に選任。1975年（昭和50年）に常務、1983年（昭和58年）に副社長に昇格し、1986年（昭和61年）に特別顧問に退くが、山西由之社長の死去に伴い、一時的に社長代行を務めた。